# Besim Sahatçiu
Besim Sahatçiu (ur. 2 października 1935 w Peciu, zm. 20 października 2005 w Prisztinie) – jugosłowiański i kosowski reżyser filmowy oraz teatralny. Wyreżyserował liczne filmy, spektakle teatralne oraz kilkadziesiąt programów telewizyjnych, został laureatem kilkudziesięciu nagród krajowych oraz międzynarodowych.
Jego prace były wyświetlane na międzynarodowych festiwalach filmowych między innymi w Pesaro, Bilbao, Krakowie, Stambule, Damaszku, Tiranie i Zagrzebiu.

## Życiorys
Ukończył szkołę podstawową i średnią w Peciu, następnie przez dwa lata studiował literaturę na Uniwersytecie w Belgradzie; przerwał jednak naukę z powodu obowiązkowej służby wojskowej. Po jej odbyciu pracował przez cztery lata jako tłumacz dla czasopisma „Rilindja”, następnie do swojej śmierci pracował w jednej ze stacji telewizyjnych w Kosowie.
W 1972 roku ukończył studia w zakresie reżyserii na Akademii Sztuki Dramatycznej w Zagrzebiu.

## Filmografia
- Pehlivanët (1975)
- Tito na Kosovu 1975 (1975)
- Trimi (1975)[1][5][6]
- 117 (1976)[1][4][7][5][8][9][10]
- Duke pritur Godon (1977)
- Pasqyra (1977)[1][5][6]
- Era dhe lisi (1979)[1][4][7][5]
- Tito e Kosova 79 (1980)
- Përroi vërshues (1981)[1][4][5][6]
- Tre vetë kapërcejnë malin (1981)[4]
- Lulepjeshkat e dashurisë (1988)[1][5][6]

## Nagrody
W 1978 roku Besim Sahatçiu otrzymał główną nagrodę na Festiwalu Filmów Dokumentalnych i Krótkometrażowych w Belgradzie za film pod tytułem 117.
W 2018 roku kosowskie Ministerstwo Kultury, Młodzieży i Sportu pośmiertnie nagrodziło Besima Sahatçiu za jego działalność.

## Upamiętnienia
W 2013 roku Kopi Kyçyku opublikował monografię pod tytułem Besim Sahatçiu. Një jetë për ekranin dhe skenën.
W październiku 2021 roku na Kolegji AAB odbyło się spotkanie poświęcone osobie Besima Sahatçiu. W tym samym roku Posta e Kosovës wydała znaczki pocztowe z jego wizerunkiem.

## Życie prywatne
Był żonaty z Besą Sahatçiu, z którą miał syna Besnika.
Dziadek Eleny Ory oraz wokalistki Rity Ory.